# Christian Wilhelm Franz Walch
Christian Wilhelm Franz Walch (Jena, 25 dicembre 1726 – Gottinga, 10 marzo 1784) è stato un teologo e storico austriaco protestante, professore di teologia all'Università di Gottinga.

## Biografia

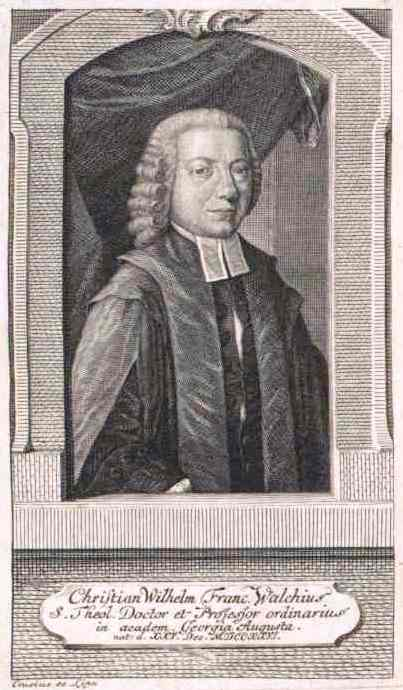
Ritratto di Christian Wilhelm Franz Walch

Walch nacque nel 1726 a Jena. Suo padre Johann Georg Walch (1693–1775) era teologo, con una posizione teologica di moderata ortodossia luterana. Suo fratello maggiore era il teologo, linguista e naturalista Johann Ernst Immanuel Walch. Nel 1763 sposò Eleonore Friderike Crome.
Studiò teologia, filosofia e lingue orientali all'Università di Jena, conseguendo nel 1745 la laurea in filosofia. Qui, nello stesso anno, divenne dottore in teologia e tre anni dopo professore di teologia. Si interessò di teologia dogmatica, etica, esegesi, storia della chiesa, storia della letteratura cristiana e diritto canonico. Viaggiò con suo fratello in Olanda, Francia, Italia e Svizzera, facendo conoscenza con i dotti di ogni Paese.
Nel 1750 iniziò a insegnare all'Università di Jena come professore di filosofia. Nel 1754 si trasferì all'Università di Gottinga. La storia della teologia fu specialmente il suo campo di interesse.
Nel 1760 fu promosso nell'amministrazione universitaria a Curator Aerariorum piorum, nel 1765 e nel 1784 fu responsabile del "Repetentenkollegs". Alla fine del 1766 divenne primo professore della facoltà teologica e della Società delle scienze, classe storico-filologica, a Gottinga. Nel 1780 fu direttore della società delle scienze di Gottinga.
Walch morì nel 1784 a Gottinga. 
La sua opera principale è Entwurf einer vollständigen Historie der Ketzereien (11 volumi, 1762-1785), in cui descrisse la storia della chiesa dall'età apostolica fino alla Riforma. In quest'opera egli definì l'eresia come un ramo del cristianesimo, benché in errore fondamentale. Sosteneva per gli eretici un posto nella chiesa. Questa monumentale opera è stata ristampata anche in epoca contemporanea.

## Opere

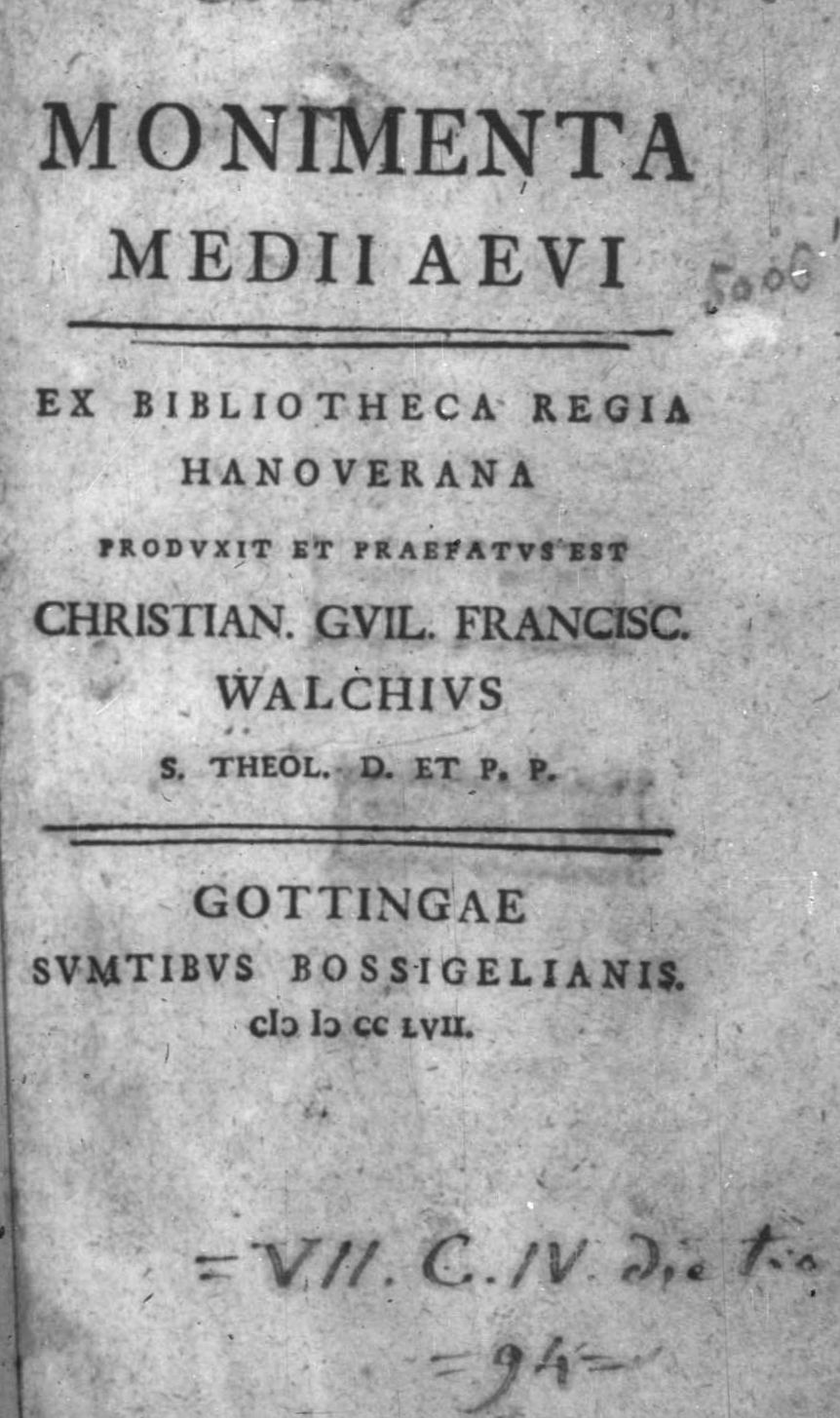
Monimenta Medii Aevi ex Bibliotheca regia Hanoverana, 1757

- Epistola de pallio philosophico veterum Christianorum, 1744.
- Antiquitates pallii philosophici veterum Christianorum, 1745.
- De Deo Ebraeorum montano, 1747.
- De Ottone Magno, Italiae rege ac Romanorum imperatore, 1747.
- De Felice, Judaeae procuratore, 1747.
- De pietate Ludovici Pii, Imperatoris Augusti, 1748.
- Censura diloatica, quod Ludovicus Pius Imperator Aug. Paschali I., Pontifici Romano, concessisse fertur, summo viro, Ludovico Ant. Muratorio inscripta, et celeberrimo Patavinorum historico, Antonio Sandino, opposita, 1749.
- Entwurf der Staatsverfassung der vornehmsten Reiche und Völker in Europa, 1749.
- De Missis dominicis, Pontificis Romani iudicibus, 1749.
- De Eruditione Laicorum medii aevi, 1750.
- Historis canonisationis Caroli Magni, variis observationibus illustrata, 1750.
- Christus solus ex virgine natus, 1750.
- Wahrhaftige Geschichte der seligen Frau Catharina von Bora, D. Martini Luther's Ehegattin, wider Eusebii Engelhardi Morgenstern zu Witenberg, 1751 (1752; 2. Teil 1754).
- De Chlodovaeo Magno ex rationibus politicis Christiano, 1751.
- De unctionibus veterum Hebraeorum convivalibus, 1751.
- Historia Patriarcharum Judaeorum, quorum in libris iuris Judaeorum sit mentio, 1752.
- Oratio de eloquentia Latina veterum Germanorum, 1752.
- Maria virgo non monialis, 1752.
- Teutsche Reichshistorie, 1753.
- Geschichte der Evangelisch-Lutherischen Religion, als ein Beweis, daß sie die wahre sey, 1753.
- Commentatio de senatore Romano medii aevi, fratri optimo, Car. Frid. Walchio Walchio, gratulationis caussa consecrata, 1753.
- Comentatio de litteris Electorum consensionis testibus, 1754.
- Oratio de Georgia Augusta, providentiae divinae testi, 1754.
- Oratio de Georgia Augusta, providentiae testi, 1754.
- De Bonoso haereticos, 1754.
- Commentatio de Luthero disputatore, 1754.
- De obedientia Christi activa, 1754.
- Historia Adoptianorum, 1755.
- De testimonio Christi de se ipso, 1755.
- De testimonio Christi de se ipso, 1755.
- De liberis S. R. I. civitatibus, a pace religiosa nunquam exclusiis, 1755.
- Caroli Magni de gratia septiformis spiritus disputatio, 1755.
- Entwurf einer vollständigen Historie der Römischen Päpste, 1756 (London 1759).
- Gedanken von der Geschichte der Glaubenslehren, 1756 (1764).
- De consensu Christi et Pauli, a Criminatione Henrici Vicecomitis Bolingbrokii vindicatio, 1756.
- De Vigilantio, haeretico orthodoxo, 1756.
- Programma quo expenditur veterum sententia de conceptione Christi per auditum, 1756.
- Compendium historiae ecclesiasticae recentissimae, ut Compendio historiae ecclesiasticae Gothano supplemento sit, adornatum, 1757.
- Theologia dogmatica epitome, tabulis analyticis expressa, 1757.
- Monumenta medii aevi, ex Bibliotheca regia Hanoverana, Vol. I-II, 1757–1764.
  - (LA) Monimenta Medii Aevi ex Bibliotheca regia Hanoverana, vol. 1, Göttingen, Victor Bossigel, 1757.
  - (LA) Monimenta Medii Aevi ex Bibliotheca regia Hanoverana, vol. 2, Göttingen, Victor Bossigel, 1758.
  - (LA) Monimenta Medii Aevi ex Bibliotheca regia Hanoverana, vol. 3, Göttingen, Victor Bossigel, 1759.
  - (LA) Monimenta Medii Aevi ex Bibliotheca regia Hanoverana, vol. 4, Göttingen, Victor Bossigel, 1760.
- Observationes de Christo Papa, 1757.
- Theologia moralis epitome, tabulis synopticis expressa, 1758.
- De pompis Satanae, 1758.
- De illuminatione Apostolorum successiva, 1758.
- De verbia Christi redivivi: Pax vobis, 1758.
- Historia controversiae saeculi XI de partu beatae virginis, 1758.
- Entwurf einer vollständigen Historie der Kirchenversammlungen, 1759.
- De resurrectione carnis, adversus Arthur Ashley Sykesium, 1759.
- Observationes de nomine servi Dei in monumentis Christianis, 1759.
- De Consensu virtutis moralis et politicae, maxime contra Helvetium, 1759.
- Grundsätze der natürlichen Gottesgelahrtheit, 1760 (1779).
- Epitome Theologiae polemicae, tabulis analyticis expressa, 1760.
- Historia Protopaschitarum, 1760.
- Grundsätze der Kirchengeschichte des Neuen Testaments, 1761 (1773; 1792 by J. Chr. F. Schulz).
- Observationes ecclesiasticae de traditione Spiritus Sancti, 1761.
- Entwurf einer vollständigen Historie der Ketzereyen, Spaltungen und Religionsstreitigkeiten bis auf die Zeiten der Reformation, 11 vols., 1762-1785 (Vol. 1, 1762, Vol. 2, 1764).
- Oratio solemnis, qua Regi suo augustissimo de victoriis natoque filio inter sacra sua anniversaria d. XI Oct. MDCCLXII devotissime gratulata est Academia Georgia Augusta, 1762.
- Programma quo illustratur, quae Angelus de nato soteri krito kyrio pastoribus nuntiavit, 1762.
- Oratio, cum Magistratum academicum deponeret, 1763.
- Interpretatio oraculi Domini de sua, vitam ponendi et resumendi, potestate, 1764.
- Breviarium Theologiae symbolicae Ecclesiae Lutheranae, 1765 (1781).
- Auspicia regii Collegii theologici Repetentium in Academia Georgia Augusta, 1765.
- Nachricht von dem königlichen theologischen Repetentencollegio zu Göttingen, 1765.
- Programma quo illustratur particula Symboli Nicaeni-Constantinopolitani de Spiritu Sancto, qui locatus est per Prophetas, 1765.
- De lege Leviratus, ad fratres non germanos, sed tribules referenda, ad Deuteronomium XXV, 5, 1765.
- Admonitio de evitando abusu exegetico doctrinae de donis miraculosis, 1766.
- De Christo, filio Dei proprio, 1766).
- Oratio de felicitate vitae academicae, cum magistratum academicum susciperet, 1767.
- De culpa Adami nn felice, 1767.
- De cura veterum Christianorum, memoriam resurrectionis Christi conservandi propagandique, 1767.
- Patri summe venerando J. G. Walchio, pro quinquaginta annis muneris academici feliciter exactis d. IV Martii A. MDCCLXVIII, 1768.
- De successione ministrorum ecclesiae in iura Apostolorum caute definienda, 1768.
- Patrum sententiae de filio Dei per incarnationem exinanito enarratur et convellitur, 1769.
- Bibliotheca symbolica vetus ex monimentis quinque priorum saeculorum maxime selecta et observationibus historicis et criticis illustrata, 1770.
- De sanctitatis elogio, quod Spiritui Sancto tribui consuevit, 1770.
- De concordia rationis et fidei in describenda labe hominis naturali, 1770.
- Kritische Nachricht von den Quellen der Kirchenhistorie, 1770 (1773 verb.).
- Neueste Religionsgeschichte, 9 vols., 1771–1783.
- De decretis, praedestinationis et reprobationis ex rationis iudicio non absolutis, sed hypotheticis, 1771.
- Num Ignatius Christum post resurrectionem in carne viderit?, 1772.
- Grundsätze der zur Kirchenhistorie des neuen Testaments nöthigen Vorbereitungslehren und Bücherkenntniss, 1773.
- De satisficatione pro omnium peccatis a Christo praestita, 1773.
- De uno, ex quo Christus et homines sunt omnes, 1774.
- Grundsätze der Kirchengeschichte des achtzehnten Jahrhunderts, 1774.
- Breviarium Theologiae dogmaticae, 1775.
- Doctrinae de futura mortuorum resurrectiones ad excitanda pietatis studia vis et usus, 1775.
- De intercessione Christi sacerdotali, 1775.
- De epistolis Patriarcharum Alexandrinorum paschalibus, 1776.
- De lege iusto non posita, 1776.
- Origenis de diebus Christianorum festis disputatio illustrata, 1777.
- Lebensbeschreibung D. Johannes Georg Walch's, 1777.
- Illustratio particulae symbolorum veterum de Christo ex maria nato, 1778.
- Kritische Untersuchung vom Gebrauch der heiligen Schrift unter den alten Christen in den ersten vier Jahrhunderten, 1779.
- Antiquitates symbolicae articuli de resurrectione Christi, 1780.
- Pseudoparakletos historia, 1781.
- Variarum de voce Joannis: Ecce agnus Dei, qui tollit peccatum mundi, recte explicanda sententiarum narratio critica, 1783.